# Anu whakatoro Glacier
Anu whakatoro Glacier är en glaciär i Antarktis. Den ligger i Östantarktis. Nya Zeeland gör anspråk på området. Anu whakatoro Glacier ligger 1 392 meter över havet.
Terrängen runt Anu whakatoro Glacier är huvudsakligen kuperad, men västerut är den bergig. Anu whakatoro Glacier ligger uppe på en höjd. Trakten är obefolkad. Det finns inga samhällen i närheten.